# Сарнувка (Великопольське воєводство)
Сарнувка (пол. Sarnówka, нім. Sarnowko) — село в Польщі, у гміні Равич Равицького повіту Великопольського воєводства.
Населення — 264 особи (2011).
У 1975-1998 роках село належало до Лешненського воєводства.

## Демографія
Демографічна структура станом на 31 березня 2011 року:
|          | Загалом | Допрацездатний вік | Працездатний вік | Постпрацездатний вік |
| -------- | ------- | ------------------ | ---------------- | -------------------- |
| Чоловіки | 126     | 34                 | 79               | 13                   |
| Жінки    | 138     | 29                 | 80               | 29                   |
| Разом    | 264     | 63                 | 159              | 42                   |